# Weltklasse Zürich 2021
Weltklasse Zürich 2021 war eine Leichtathletik-Veranstaltung, die am 8. und 9. September im Letzigrund sowie am Sechseläutenplatz in der Zürcher Altstadt stattfand und Teil der Diamond League war. Es war dies das letzte Meeting Veranstaltungsreihe und Zürich war erstmals alleiniger Ausrichter des Finals in allen 16 Bewerben für Männer und Frauen.

## Ergebnisse

### Männer

#### 100 m
| Platz | Athlet          | Land | Zeit (s)  |
| ----- | --------------- | ---- | --------- |
| 1     | Fred Kerley     | USA  | 09,87     |
| 2     | Andre De Grasse | CAN  | 09,89 =PB |
| 3     | Ronnie Baker    | USA  | 09,91     |
| 4     | Trayvon Bromell | USA  | 09,96     |
| 5     | Akani Simbine   | RSA  | 10,10     |
| 6     | Rohan Browning  | AUS  | 10,18     |
| 7     | Mike Rodgers    | USA  | 10,23     |
| 8     | Silvan Wicki    | SUI  | 10,25     |
| 9     | Yupun Abeykoon  | LKA  | 10,25     |

Wind: −0,4 m/s

#### 200 m
| Platz | Athlet           | Land | Zeit (s) |
| ----- | ---------------- | ---- | -------- |
| 1     | Kenneth Bednarek | USA  | 19,70    |
| 2     | Andre De Grasse  | CAN  | 19,72    |
| 3     | Fred Kerley      | USA  | 19,83    |
| 4     | Aaron Brown      | CAN  | 20,13    |
| 5     | Josephus Lyles   | USA  | 20,13    |
| 6     | Isaac Makwala    | BOT  | 20,31    |
| 7     | Vernon Norwood   | USA  | 20,46    |
| 8     | William Reais    | SUI  | 20,49    |

Wind: +0,5 m/s

#### 400 m
| Platz | Athlet              | Land | Zeit (s) |
| ----- | ------------------- | ---- | -------- |
| 1     | Michael Cherry      | USA  | 44,41    |
| 2     | Kirani James        | GRN  | 44,42    |
| 3     | Deon Lendore        | TTO  | 44,81    |
| 4     | Vernon Norwood      | USA  | 44,84    |
| 5     | Liemarvin Bonevacia | NED  | 45,35    |
| 6     | Isaac Makwala       | BOT  | 45,41    |
| 7     | Ricky Petrucciani   | SUI  | 46,38    |
| 8     | Davide Re           | ITA  | 46,64    |

#### 800 m
| Platz | Athlet                       | Land | Zeit (min) |
| ----- | ---------------------------- | ---- | ---------- |
| 1     | Emmanuel Korir               | KEN  | 1:44,56    |
| 2     | Ferguson Cheruiyot Rotich    | KEN  | 1:44,96    |
| 3     | Clayton Murphy               | USA  | 1:45,21    |
| 4     | Marco Arop                   | CAN  | 1:45,23    |
| 5     | Elliot Giles                 | GBR  | 1:45,25    |
| 6     | Isaiah Harris                | USA  | 1:45,70    |
| 7     | Amel Tuka                    | BIH  | 1:46,19    |
| 8     | Wycliffe Kinyamal            | KEN  | 1:46,52    |
|       | Patryk Sieradzki (Pacemaker) | POL  | DNF        |

#### 1500 m
| Platz | Athlet                    | Land | Zeit (min) |
| ----- | ------------------------- | ---- | ---------- |
| 1     | Timothy Cheruiyot         | KEN  | 3:31,37    |
| 2     | Jakob Ingebrigtsen        | NOR  | 3:31,45    |
| 3     | Stewart McSweyn           | AUS  | 3:32,14    |
| 4     | Oliver Hoare              | AUS  | 3:32,66 PB |
| 5     | Mohamed Katir             | ESP  | 3:32,77    |
| 6     | Ronald Kwemoi             | KEN  | 3:33,34 SB |
| 7     | Charles Cheboi Simotwo    | KEN  | 3:34,24    |
| 8     | Ignacio Fontes            | ESP  | 3:34,45    |
| 9     | Bethwell Birgen           | KEN  | 3:46,01    |
|       | Erik Sowinski (Pacemaker) | USA  | DNF        |

#### 5000 m
| Platz                       | Athlet          | Land | Zeit (min) |
| --------------------------- | --------------- | ---- | ---------- |
| 1                           | Berihu Aregawi  | ETH  | 12:58,65   |
| 2                           | Birhanu Balew   | BHR  | 13:01,27   |
| 3                           | Jacob Krop      | KEN  | 13:01,81   |
| 4                           | Nicholas Kimeli | KEN  | 13:02,43   |
| 5                           | Yomif Kejelcha  | ETH  | 13:04,29   |
| 6                           | Michael Kibet   | KEN  | 13:15,36   |
| 7                           | Jonas Raess     | SUI  | 13:43,47   |
| 8                           | Andrew Butchart | KEN  | 14:03,13   |
|                             | Jerry Motsau    | RSA  | DNF        |
| Bethwell Birgen (Pacemaker) | KEN             | DNF  |            |
| Matthew Ramsden (Pacemaker) | AUS             | DNF  |            |

#### 110 m Hürden
| Platz | Athletin         | Land | Zeit (s) |
| ----- | ---------------- | ---- | -------- |
| 1     | Devon Allen      | USA  | 13,06 SB |
| 2     | Ronald Levy      | JAM  | 13,06 SB |
| 3     | Hansle Parchment | JAM  | 13,17    |
| 4     | Daniel Roberts   | USA  | 13,31    |
| 5     | Paolo Dal Molin  | ITA  | 13,43    |
| 6     | Finley Gaio      | SUI  | 13,72    |
| 7     | Koen Smet        | NED  | 13,77    |
|       | Jason Joseph     | SUI  | DSQ      |

Wind: +0,6 m/s

#### 400 m Hürden
| Platz | Athletin          | Land | Zeit (s) |
| ----- | ----------------- | ---- | -------- |
| 1     | Karsten Warholm   | NOR  | 47,35    |
| 2     | Alison dos Santos | BRA  | 47,81    |
| 3     | Kyron McMaster    | IVB  | 48,24    |
| 4     | Rasmus Mägi       | EST  | 48,84    |
| 5     | Constantin Preis  | GER  | 49,08    |
| 6     | Ramsey Angela     | NED  | 49,39    |
| 7     | Chris McAlister   | GBR  | 49,73    |
|       | Yasmani Copello   | TUR  | DSQ      |

#### 3000 m Hindernis
| Platz | Athlet                        | Land | Zeit (min) |
| ----- | ----------------------------- | ---- | ---------- |
| 1     | Benjamin Kigen                | KEN  | 8:17,45    |
| 2     | Soufiane el-Bakkali           | MAR  | 8:17,70    |
| 3     | Abraham Kibiwot               | KEN  | 8:18,16    |
| 4     | Leonard Kipkemoi Bett         | KEN  | 8:20,20    |
| 5     | Getnet Wale                   | ETH  | 8:21,11    |
| 6     | Tadese Takele                 | ETH  | 8:21,68    |
| 7     | Hillary Bor                   | USA  | 8:24,81    |
| 8     | Ahmed Abdelwahed              | ITA  | 8:25,06    |
| 9     | Mohamed Tindouft              | MAR  | 8:25,33    |
|       | Wilberforce Kones (Pacemaker) | KEN  | DNF        |

#### Hochsprung
| Platz | Athlet            | Land | Höhe (m) |
| ----- | ----------------- | ---- | -------- |
| 1     | Gianmarco Tamberi | ITA  | 2,34     |
| 2     | Andrij Prozenko   | UKR  | 2,30 =SB |
| 3     | Ilja Iwanjuk      | ANA  | 2,30     |
| 4     | Maksim Nedassekau | BLR  | 2,27     |
| 5     | Django Lovett     | FRA  | 2,27     |
| 6     | Donald Thomas     | BHS  | 2,24     |

#### Stabhochsprung
| Platz | Athlet             | Land | Höhe (m) |
| ----- | ------------------ | ---- | -------- |
| 1     | Armand Duplantis   | SWE  | 6,06 MR  |
| 2     | Sam Kendricks      | USA  | 5,93 SB  |
| 3     | Timur Morgunow     | ANA  | 5,93 SB  |
| 4     | Ernest Obiena      | PHI  | 5,83     |
| 5     | Christopher Nilsen | USA  | 5,83     |
| 6     | KC Lightfoot       | USA  | 5,83     |

#### Weitsprung
| Platz | Athlet           | Land | Weite (m) |
| ----- | ---------------- | ---- | --------- |
| 1     | Thobias Montler  | SWE  | 8,17      |
| 2     | Steffin McCarter | USA  | 8,14      |
| 3     | Ruswahl Samaai   | RSA  | 7,99      |
| 4     | Simon Ehammer    | SUI  | 7,94      |
| 5     | Benjamin Gföhler | SUI  | 7,90      |
| 6     | Radek Juška      | CZE  | 7,87      |
| 7     | Filippo Randazzo | ITA  | 7,87      |

#### Dreisprung
| Platz | Athlet               | Land | Weite (m) |
| ----- | -------------------- | ---- | --------- |
| 1     | Pedro Pablo Pichardo | POR  | 17,70     |
| 2     | Hugues Fabrice Zango | BFA  | 17,20     |
| 3     | Yasser Triki         | ALG  | 17,03     |
| 4     | Tobia Bocchi         | ITA  | 16,71     |
| 5     | Tiago Pereira        | POR  | 16,61     |
| 6     | Donald Scott         | ITA  | 16,22     |

#### Kugelstoßen
| Platz | Athlet           | Land | Weite (m) |
| ----- | ---------------- | ---- | --------- |
| 1     | Ryan Crouser     | USA  | 22,67 MR  |
| 2     | Joe Kovacs       | USA  | 22,29     |
| 3     | Armin Sinančević | SRB  | 21,86     |
| 4     | Tomas Walsh      | NZL  | 21,61     |
| 5     | Filip Mihaljević | HRV  | 21,59     |
| 6     | Zane Weir        | ITA  | 20,85     |

#### Diskuswurf
| Platz | Athlet              | Land | Weite (m) |
| ----- | ------------------- | ---- | --------- |
| 1     | Daniel Ståhl        | SWE  | 66,49     |
| 2     | Kristjan Čeh        | SVN  | 65,39     |
| 3     | Fedrick Dacres      | JAM  | 65,33     |
| 4     | Andrius Gudžius     | LTU  | 64,04     |
| 5     | Simon Pettersson    | SWE  | 63,68     |
| 6     | Lukas Weißhaidinger | AUT  | 63,20     |

#### Speerwurf
| Platz | Athlet          | Land | Weite (m) |
| ----- | --------------- | ---- | --------- |
| 1     | Johannes Vetter | GER  | 89,11     |
| 2     | Julian Weber    | GER  | 87,03 SB  |
| 3     | Jakub Vadlejch  | CZE  | 85,22     |
| 4     | Andrian Mardare | MDA  | 84,98     |
| 5     | Anderson Peters | GRN  | 81,65     |
| 6     | Simon Wieland   | SUI  | 78,11 SB  |
| 7     | Gatis Čakšs     | LAT  | 68,67     |

### Frauen

#### 100 m
| Platz | Athletin              | Land | Zeit (s) |
| ----- | --------------------- | ---- | -------- |
| 1     | Elaine Thompson-Herah | JAM  | 10,65 MR |
| 2     | Dina Asher-Smith      | GBR  | 10,87 SB |
| 3     | Ajla Del Ponte        | SUI  | 10,93    |
| 4     | Daryll Neita          | GBR  | 10,93 PB |
| 5     | Mujinga Kambundji     | SUI  | 10,94 PB |
| 6     | Javianne Oliver       | USA  | 11,02    |
| 7     | Natasha Morrison      | JAM  | 11,10    |
| 8     | Marie-Josée Ta Lou    | CIV  | 11,22    |

Wind: +0,6 m/s

#### 200 m
| Platz | Athletin              | Land | Zeit (s)       |
| ----- | --------------------- | ---- | -------------- |
| 1     | Christine Mboma       | NAM  | 21,78 WU20R AR |
| 2     | Shericka Jackson      | JAM  | 21,81 PB       |
| 3     | Dina Asher-Smith      | GBR  | 22,19          |
| 4     | Mujinga Kambundji     | SUI  | 22,27          |
| 5     | Daryll Neita          | GBR  | 22,81 PB       |
| 6     | Beth Dobbin           | GBR  | 22,88          |
| 7     | Dezerea Bryant        | USA  | 22,99          |
| 8     | Marije van Hunenstijn | NED  | 23,16          |

Wind: +0,6 m/s

#### 400 m
| Platz | Athletin                | Land | Zeit (s) |
| ----- | ----------------------- | ---- | -------- |
| 1     | Quanera Hayes           | USA  | 49,88    |
| 2     | Marileidy Paulino       | DOM  | 49,96    |
| 3     | Sada Williams           | BAR  | 50,24    |
| 4     | Stephenie Ann McPherson | JAM  | 50,25    |
| 5     | Candice McLeod          | JAM  | 50,96    |
| 6     | Natalia Kaczmarek       | POL  | 51,00    |
| 7     | Lieke Klaver            | NED  | 51,09    |
| 8     | Kaylin Whitney          | USA  | 51,19    |

#### 800 m
| Platz | Athletin                    | Land | Zeit (min) |
| ----- | --------------------------- | ---- | ---------- |
| 1     | Keely Hodgkinson            | GBR  | 1:57,98    |
| 2     | Kate Grace                  | USA  | 1:58,34    |
| 3     | Natoya Goule                | JAM  | 1:58,34    |
| 4     | Jemma Reekie                | GBR  | 1:58,61    |
| 5     | Halimah Nakaayi             | UGA  | 1:58,89    |
| 6     | Habitam Alemu               | ETH  | 1:59,48    |
| 7     | Catriona Bisset             | AUS  | 1:59,66    |
| 8     | Lore Hoffmann               | SUI  | 2:00,25    |
| 9     | Lovisa Lindh                | SWE  | 2:00,84    |
|       | Noélie Yarigo (Pacemakerin) | BEN  | DNF        |

#### 1500 m
| Platz | Athletin                     | Land | Zeit (min) |
| ----- | ---------------------------- | ---- | ---------- |
| 1     | Faith Kipyegon               | KEN  | 3:58,33    |
| 2     | Sifan Hassan                 | NED  | 3:58,55    |
| 3     | Josette Norris               | USA  | 4:00,41    |
| 4     | Marta Pérez                  | ESP  | 4:01,94    |
| 5     | Helen Schlachtenhaufen       | USA  | 4:02,30    |
| 6     | Linden Hall                  | AUS  | 4:03,50    |
| 7     | Axumawit Embaye              | ETH  | 4:04,18 SB |
| 8     | Winnie Nanyondo              | UGA  | 4:04,80    |
| 9     | Katie Snowden                | GBR  | 4:06,46    |
| 10    | Sarah Healy                  | IRL  | 4:18,60    |
|       | Chanelle Price (Pacemakerin) | USA  | DNF        |

#### 5000 m
| Platz | Athletin                       | Land | Zeit (min) |
| ----- | ------------------------------ | ---- | ---------- |
| 1     | Francine Niyonsaba             | BDI  | 14:28,98   |
| 2     | Hellen Obiri                   | KEN  | 14:29,68   |
| 3     | Ejgayehu Taye                  | ETH  | 14:30,30   |
| 4     | Margaret Chelimo Kipkemboi     | KEN  | 14:31,18   |
| 5     | Eva Cherono                    | KEN  | 14:36,88   |
| 6     | Fantu Worku                    | ETH  | 14:43,60   |
| 7     | Lilian Kasait Rengeruk         | KEN  | 14:50,75   |
| 8     | Karoline Bjerkeli Grøvdal      | NOR  | 14:59,91   |
| 9     | Beatrice Chebet                | KEN  | 15:11,27   |
| 10    | Elise Cranny                   | USA  | 15:55,17   |
|       | Kate van Buskirk (Pacemakerin) | CAN  | DNF        |

#### 100 m Hürden
| Platz | Athletin            | Land | Zeit (s) |
| ----- | ------------------- | ---- | -------- |
| 1     | Tobi Amusan         | NGR  | 12,42 AR |
| 2     | Nadine Visser       | NED  | 12,51 NR |
| 3     | Megan Tapper        | JAM  | 12,55    |
| 4     | Payton Chadwick     | USA  | 12,62 PB |
| 5     | Cindy Sember        | GBR  | 12,71    |
| 6     | Gabriele Cunningham | USA  | 12,79    |
| 7     | Luca Kozák          | HUN  | 12,90    |
| 8     | Ditaji Kambundji    | SUI  | 13,01    |
| 9     | Tejyrica Robinson   | USA  | 13,70    |

Wind: +0,4 m/s

#### 400 m Hürden
| Platz | Athletin            | Land | Zeit (s) |
| ----- | ------------------- | ---- | -------- |
| 1     | Femke Bol           | NED  | 52,80 MR |
| 2     | Shamier Little      | USA  | 53,35    |
| 3     | Hanna Ryschykowa    | UKR  | 53,70    |
| 4     | Wiktorija Tkatschuk | UKR  | 53,76 PB |
| 5     | Gianna Woodruff     | PAN  | 54,50    |
| 6     | Cara Nnenya Hailey  | USA  | 55,06    |
| 7     | Janieve Russell     | JAM  | 55,74    |
| 8     | Léa Sprunger        | SUI  | 55,87    |

#### 3000 m Hindernis
| Platz | Athletin                    | Land | Zeit (min) |
| ----- | --------------------------- | ---- | ---------- |
| 1     | Norah Jeruto                | KEN  | 9:07,33    |
| 2     | Hyvin Kiyeng                | KEN  | 9:08,55    |
| 3     | Courtney Frerichs           | USA  | 9:08,74    |
| 4     | Mekides Abebe               | ETH  | 9:09,59    |
| 5     | Celliphine Chepteek Chespol | KEN  | 9:10,26    |
| 6     | Winfred Mutile Yavi         | BHR  | 9:12,41    |
| 7     | Peruth Chemutai             | UGA  | 9:12,41    |
| 8     | Rosefline Chepngetich       | KEN  | 9:21,67    |
| 9     | Gesa Felicitas Krause       | GER  | 9:32,69    |
| 10    | Purity Cherotich Kirui      | KEN  | 9:38,56    |
|       | Fancy Cherono (Pacemakerin) | KEN  | DNF        |

#### Hochsprung
| Platz | Athletin              | Land | Höhe (m)   |
| ----- | --------------------- | ---- | ---------- |
| 1     | Marija Lassizkene     | ANA  | 2,05 WL MR |
| 2     | Jaroslawa Mahutschich | UKR  | 2,03 =SB   |
| 3     | Nicola McDermott      | AUS  | 2,01       |
| 4     | Iryna Heraschtschenko | UKR  | 1,96       |
| 5     | Kamila Lićwinko       | POL  | 1,93       |
| 6     | Eleanor Patterson     | AUS  | 1,86       |

#### Stabhochsprung
| Platz | Athletin            | Land | Höhe (m)    |
| ----- | ------------------- | ---- | ----------- |
| 1     | Anschelika Sidorowa | ANA  | 5,01 WL DLR |
| 2     | Katerina Stefanidi  | GRC  | 4,77        |
| 3     | Tina Šutej          | SVN  | 4,67        |
| 4     | Holly Bradshaw      | GBR  | 4,67        |
| 5     | Iryna Schuk         | BLR  | 4,47        |
|       | Katie Nageotte      | USA  | NH          |

#### Weitsprung
| Platz | Athletin                      | Land | Weite (m) |
| ----- | ----------------------------- | ---- | --------- |
| 1     | Ivana Španović                | SRB  | 6,96      |
| 2     | Khaddi Sagnia                 | SWE  | 6,83      |
| 3     | Maryna Bech-Romantschuk       | UKR  | 6,75      |
| 4     | Jazmin Sawyers                | GBR  | 6,74      |
| 5     | Malaika Mihambo               | GER  | 6,56      |
| 6     | Nastassja Mirontschyk-Iwanowa | BLR  | 6,53      |

#### Dreisprung
| Platz | Athletin          | Land | Weite (m) |
| ----- | ----------------- | ---- | --------- |
| 1     | Yulimar Rojas     | VEN  | 15,48 MR  |
| 2     | Shanieka Ricketts | JAM  | 14,64     |
| 3     | Kimberly Williams | JAM  | 14,47     |
| 4     | Patrícia Mamona   | PRT  | 14,33     |
| 5     | Thea LaFond       | DMA  | 14,10     |
|       | Hanna Minenko     | ISR  | NM        |

#### Kugelstoßen
| Platz | Athletin            | Land | Weite (m) |
| ----- | ------------------- | ---- | --------- |
| 1     | Magdalyn Ewen       | USA  | 19,41 SB  |
| 2     | Auriol Dongmo       | POR  | 18,86     |
| 3     | Fanny Roos          | SWE  | 18,75     |
| 4     | Chase Ealey         | USA  | 18,49     |
| 5     | Danniel Thomas-Dodd | JAM  | 18,38     |
| 6     | Aljona Dubizkaja    | BLR  | 18,34     |

#### Diskuswurf
| Platz | Athletin        | Land | Weite (m) |
| ----- | --------------- | ---- | --------- |
| 1     | Valarie Allman  | USA  | 69,20     |
| 2     | Sandra Perković | HRV  | 67,22     |
| 3     | Yaimé Pérez     | CUB  | 64,83     |
| 4     | Denia Caballero | CUB  | 62,21     |
| 5     | Liliana Cá      | POR  | 61,92     |
| 6     | Marija Tolj     | HRV  | 57,79     |

#### Speerwurf
| Platz | Athletin           | Land | Weite (m) |
| ----- | ------------------ | ---- | --------- |
| 1     | Christin Hussong   | GER  | 65,26     |
| 2     | Kelsey-Lee Barber  | AUS  | 62,68     |
| 3     | Nikola Ogrodníková | CZE  | 61,54     |
| 4     | Barbora Špotáková  | CZE  | 61,43     |
| 5     | Līna Mūze          | LAT  | 60,18     |
| 6     | Maria Andrejczyk   | POL  | 52,30     |